# 水野紀子
水野 紀子（みずの のりこ、1955年 - ）は、日本の法学者。専門は民法・家族法。学位は法学士（東京大学）。東北大学名誉教授。名古屋大学教授・東北大学教授を経て、白鷗大学大学院法学研究科教授。2011年、旧帝国大学としては初めての女性学部長に就任した。加藤一郎門下。

## 経歴
- 1974年 - 東京都立西高等学校卒業[3]
- 1978年 - 東京大学法学部第1類（私法コース）卒業[2]
- 1978年 - 東京大学法学部助手（学士助手）
- 1983年 - 名古屋大学法学部助教授
- 1991年 - 名古屋大学法学部教授
- 1998年 - 東北大学法学部教授
- 2000年 - 東北大学大学院法学研究科教授
- 2011年 - 東北大学法学部長
- 2020年4月 - 白鷗大学大学院法学研究科教授

## 主張
- 「別氏制の導入が出生率向上に対してひとつの好条件を整備するものであることは、否定できない。 」と述べ、少子化打開の方策として選択的夫婦別姓制度導入に賛同している[4]。
- 戸籍制度については、「家制度が廃止された以上、氏ごとの編成には、根本的に無理があることを認識しなければならない。最終的な解決は、個人別の戸籍にすることである。本来ならば、戦後の民法改正時に個人別の戸籍に改正されるべきであった。」と述べている。

＊夫婦で片側へ不貞行為があった場合に、その不貞行為の相手方（不倫相手）に対しても不法行為に基づく慰謝料請求を認めるべきではないとの立ち場を、瀬木比呂志と共に示している。

## 役職
国
生命倫理・安全部会委員、生命倫理専門調査会委員、出入国管理政策懇談会委員、相続法制検討ワーキングチーム委員、など
宮城県
労働委員会会長、消費者被害救済委員会会長、医療審議会委員

## 著作
- 『日本民法施行100年記念 民法学説百年史』（三省堂、1999年）
- 『家族法判例百選（第6版）』（有斐閣、2002年）
- 『家族―ジェンダーと自由と法』（東北大学出版会、2007年）
- 『民法判例百選3 親族・相続 』(別冊ジュリストNo.225)（有斐閣、2015年）編者
- 『民法判例百選III 親族・相続 第2版』 (別冊ジュリスト 239)（有斐閣、2018年）編者